# Mazapa, Guerrero
Mazapa är en ort i Mexiko.   Den ligger i kommunen Ahuacuotzingo och delstaten Guerrero, i den sydöstra delen av landet, 180 km söder om huvudstaden Mexico City. Mazapa ligger 1 368 meter över havet och antalet invånare är 122.
Terrängen runt Mazapa är lite bergig. Runt Mazapa är det glesbefolkat, med 18 invånare per kvadratkilometer. Närmaste större samhälle är Zitlala, 18,0 km sydväst om Mazapa. Omgivningarna runt Mazapa är en mosaik av jordbruksmark och naturlig växtlighet.